# 東京タワー 〜オカンとボクと、時々、オトン〜
『東京タワー オカンとボクと、時々、オトン』（とうきょうタワー オカンとボクと ときどき オトン）は、リリー・フランキーによる自伝的長編小説。2006年本屋大賞受賞作。のちにテレビドラマ（単発ドラマ、連続ドラマ）、映画、舞台、朗読劇と幅広いメディアミックスが展開されている。

## 概要
著者初の長編小説で、著者の幼少期から青春の彷徨を経て「オカン」と過ごした最期の日々までが描かれる。
文芸誌『en-taxi』（扶桑社）創刊号（2003年）から9号まで連載され、2005年6月29日に同社より単行本が発売された。初版3万部。
2006年1月には100万部を突破し、同年10月31日には200万部（扶桑社発表）を越すベストセラーとなった。当時サブカルチャーの分野で既に知られていたリリーの名は、この本の大ヒットで一般にも周知されるようになった。
2006年4月に本屋大賞を受賞、同年単発ドラマとしてテレビドラマ化される。翌年2007年には連続ドラマとして再度テレビドラマ化され、映画化、舞台化された。

2010年7月1日、新潮文庫として文庫化された。2025年5月には朗読劇が上演された。

## 制作背景
著者のリリー・フランキーは病に倒れ入院していた母親のベッドサイドで、何もできない無力さを抱えながら本作を書き始めている。母が亡くなったあとは、悲しみのあまり筆が止まったが、文芸誌『en-taxi』からの誘いを受けたことで、途中で放置していた原稿に再び向き合う決意を固めている。
本作はリリー自身の実体験をもとにした作品であり、ありのままの記憶と感情が綴られている。写真や絵では伝えきれなかった母への思いを、文章という形で過剰なほどに表現することで、ようやく自身の内面にけじめをつけることができたとリリーは振り返っている。
当初は母を東京に呼び寄せてからの話を描くつもりだったが、それでは話の背景を伝えるには不十分と考え、子ども時代から現在に至るまでの時間を、自身の記憶の順番に沿って綴るというシンプルな方法が選ばれた。文章にメリハリを持たせるため、自身が暮らしてきた町のディテールを丁寧に描写することにも心を砕いている。
執筆作業は決して楽ではなく、母の死の悲しみを反芻するような辛さが常につきまとい、筆が進むことをリリーは「乗ってくる」とは一度も感じられなかったという。それでも、同人として参加した『en-taxi』の執筆陣に恥じないものをという気持ちが、執筆の大きな原動力となった。
「東京タワー」というタイトルは当初から決まっていたものであり、その象徴性や、心象風景と重なるモチーフとしての意味合いからも、変更の余地はなかった。サブタイトルの「オカンとボクと…」も同様で、同時期に刊行された江國香織の同名作品との差別化のためではなく、最初からタイトルの一部として存在していた。
流通過程で「この本を大切に扱ってほしい」という思いから、リリーの提案で「汚れやすい白い表紙」と「壊れやすい金の縁取り」の装丁となった。

## 評価
帯には福山雅治・仲畑貴志・みうらじゅん・田辺あゆみ・藤代冥砂などが感想を寄せた。
久世光彦は「泣いてしまった…。これは、ひらかなで書かれた聖書である」と評価した。

## あらすじ
幼いボクはオカンに手を引かれ、酒癖の悪いオトンから逃れるため、小倉の町から筑豊の炭鉱町にあるオカンの実家へと移り住む。オトンとオカンは別居しながらも離婚はしておらず、ボクは夏のたびに小倉を訪れてはオトンに会っていた。やがてボクは息の詰まるような田舎の生活に背を向けるように高校を志望し、苦しい家計の中から学費を出してくれたオカンに甘えて、別府で無為な一人暮らしを始める。
高校卒業を間近に控えたある日、ボクは久々に再会したオトンと歓楽街を巡る一夜を過ごす。別れ際、オトンから放たれた「面白い人間に会いたければ東京へ行け」という言葉に、ボクは東京の美大へと進学する。しかしそこには才能を持つ者、持たざる者の世界が広がっており、才能の差を見せつけられすっかり落ち込んだボクは自堕落な学生生活を送る。なんとか卒業はしたものの、まともに就職も出来ず、イラストレーターを自称し借金で食いつなぐ日々が続く。底辺の生活に触れ、ボクは一念発起してまじめにイラストレーターの仕事に取り組み、やがて周囲の信頼を得て借金を完済、東京にオフィスを構えるまでになる。
そんな折、ボクは病に倒れたオカンを東京に呼び寄せる。オカンは持ち前の朗らかさと世話好きの性格から職場の人々とすぐに打ち解ける。ようやく親孝行ができると考えたボクは、オカンを東京見物に連れ歩く。しかしある日、オカンの病が末期のガンであることを知らされる。治る見込みのない病に抗って抗がん剤治療を試みるも、強い副作用に苦しむオカンの姿に心が折れ、ボクはその命の終わりを静かに受け入れる決断をする。
オカンの死を前に、ボクは遠くに暮らすオトンへ知らせを入れる。するとオトンは何の前触れもなく上京し、まるで以前からそこにいたかのようにボクたちと暮らし始める。オカンとボクと、オトン、離ればなれだった家族が再び寄り添い、最期の時を分かち合う。そしてある日、オカンはボクとオトンに見守られながら、静かに息を引き取る。

## 登場人物

### 主要人物
ボク / 中川雅也
本作の主人公。オトンと別居後、オカンの実家がある筑豊の町でオカンと筑豊のばあちゃんと暮らす。
退屈な田舎の生活に耐えられず家を出て別府の高校に進学し、大学は東京の美術大学に進学する。
オカン / 栄子
ボクの母親。世話好きで、誰とでも仲良くなれる。四人姉妹の三女。
オトン
ボクの父親。酒癖が悪く、家庭を顧みない性格が原因でオカンと別居することになる。

### 周辺人物
小倉のばあちゃん
小倉に住むオトンの母親。
筑豊のばあちゃん
筑豊に住むオカンの母親。
ノブエおばさん
オカンの姉。長女。
えみ子おばさん
オカンの姉。次女。
ブーブおばちゃん
オカンの妹。四女。
前野君
筑豊でのボクの友達。自衛隊に入隊する。
ミッチャン
ノブエおばさんの娘（ボクのいとこ）。旦那さん（泰）とともに、オカンによくしてくれる。
えのもと
ボクがアルバイトする似顔絵教室の生徒。「俺んち来るか」と誘ったボクと同居する。

## 受賞歴
- 第3回 2006年本屋大賞
- 2007年 第1回 読ませ大賞 文芸部門賞

## 書誌情報
- 単行本：扶桑社、2005年6月29日発売、ISBN 978-4-594-04966-9[3]
- 文庫本：新潮文庫、2010年7月10日発売、ISBN 978-4-10-127571-0[4]

## 翻案作品

### テレビドラマ（2006年）
フジテレビ系「土曜プレミアム」で2006年11月18日に放送された。

### テレビドラマ（2007年）
『東京タワー オカンとボクと、時々、オトン』と題してフジテレビ系「月9ドラマ」枠で2007年1月8日から3月19日まで放送された。全11回。主演は速水もこみち。 

### 映画
松竹配給で2007年4月14日に公開された。松岡錠司監督、松尾スズキ脚本。オダギリジョー主演。第31回日本アカデミー賞最優秀作品賞受賞作。

### 舞台
2007年に蓬莱竜太（モダンスイマーズ）脚本、G2演出、萩原聖人主演で舞台化作品が上演された。

#### キャスト（舞台）
- ボク：萩原聖人
- オカン：加賀まりこ
- 彼女：石田ひかり
- オカンの妹 / オトンの母：千葉雅子
- 三上市朗
- 八十田勇一
- オカンの母：新谷真弓
- 津村知与支
- オトン：林隆三

#### スタッフ（舞台）
- 原作：リリー・フランキー
- 脚本：蓬莱竜太（モダンスイマーズ）
- 演出：G2
- 企画・制作：日本テレビ、キューブ、北九州芸術劇場

#### 公演日程（舞台）
| 公演     | 公演日                  | 劇場                    |
| -------- | ----------------------- | ----------------------- |
| 福岡公演 | 2007年6月29日 - 7月1日  | 北九州芸術劇場 中ホール |
| 東京公演 | 2007年7月5日 - 7月16日  | 天王洲 銀河劇場         |
| 大阪公演 | 2007年7月20日 - 7月22日 | シアター・ドラマシティ  |
| 愛知公演 | 2007年7月24日           | 愛知厚生年金会館        |

#### 関連商品（舞台）
DVD
- 東京タワー オカンとボクと、時々、オトン 舞台版（2008年2月6日、ポニーキャニオン、PCBE-51925）

### 朗読劇
2025年5月3日・4日に、『キミに贈る朗読会「東京タワー〜オカンとボクと、時々、オトン〜」』と題し、TOKYO FMホールで朗読劇が上演された。

#### 出演者（朗読劇）
- ボク：梶裕貴[5][8]
- オカン：松本梨香[5][8]
- オトン：置鮎龍太郎[5][8]
- 彼女：雨宮天[5][8]
- 幼馴染：代永翼[5][8]

#### スタッフ（朗読劇）
- 原作：リリー・フランキー 「東京タワー～オカンとボクと、時々、オトン～」（扶桑社）[5]
- 脚本・演出：小田竜世[5]

#### 公演日程（朗読劇）
| 公演     | 公演日             | 劇場           |
| -------- | ------------------ | -------------- |
| 東京公演 | 2025年5月3日 - 4日 | TOKYO FMホール |

### 各作品ごとの配役
| 役名       | 単発ドラマ                   | 連続ドラマ                      | 映画                                                 | 舞台       | 朗読劇     |
| ---------- | ---------------------------- | ------------------------------- | ---------------------------------------------------- | ---------- | ---------- |
| ボク       | 大泉洋 神木隆之介（11-13歳） | 速水もこみち 広田亮平（8-10歳） | オダギリジョー 冨浦智嗣（中高生） 田中祥平（小学生） | 萩原聖人   | 梶裕貴     |
| オカン     | 田中裕子                     | 倍賞美津子                      | 樹木希林 内田也哉子（若い頃）                        | 加賀まりこ | 松本梨香   |
| オトン     | 蟹江敬三                     | 泉谷しげる                      | 小林薫                                               | 林隆三     | 置鮎龍太郎 |
| 彼女       | 広末涼子                     | 香椎由宇                        | 松たか子                                             | 石田ひかり | 雨宮天     |
| オカンの母 | 加藤治子                     | 赤木春恵                        | 渡辺美佐子                                           | 新谷真弓   | -          |
| オカンの妹 | 大塚寧々                     | 浅田美代子                      | 猫背椿                                               | 千葉雅子   | -          |
| オトンの母 | -                            | 佐々木すみ江                    | 佐々木すみ江                                         | 千葉雅子   | -          |
| 幼馴染     | 塚地武雅 岡田義徳            | 柄本佑                          | 勝地涼                                               | -          | 代永翼     |
| 榎本       | 佐藤隆太                     | -                               | 荒川良々                                             | -          | -          |

- 彼女と幼馴染はそれぞれ作品ごとに役名・設定が異なる。
- オトンの母は連ドラ版、映画版ともに佐々木すみ江が演じている。
- 樹木希林と小林薫は単発版にもそれぞれ異なる役で出演している。